# Karayer Adaları

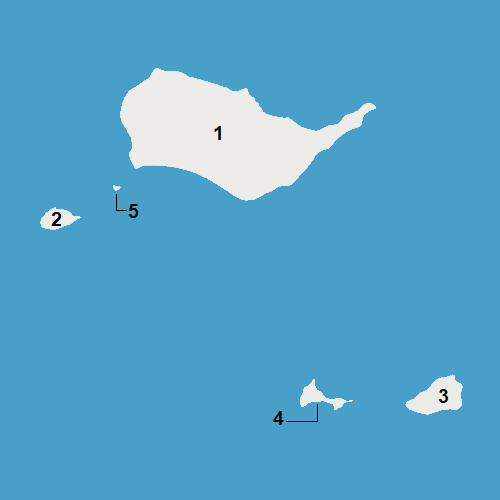
Karayer Adaları(1: Tavşan Adası, 2: Pırasa Adası, 3: Yılan Adası, 4: Orak Adası, 5: Sıçan Adası)

Die Inselgruppe Karayer Adaları, auch Tavşan Adaları, (deutsch: Haseninseln) mit den kleinen Inseln Tavşan, Yılan, Orak, Pırasa sowie Sıçan gehört zum türkischen Landkreis Bozcaada. Sie liegen acht bis zehn Kilometer nordöstlich von Bozcaada im östlichen Ägäischen Meer vor der nahen Nordwestküste der Türkei.

## Geschichte
Die unbewohnte Inselgruppe wurde zusammen mit Gökçeada und Bozcaada nach dem Griechisch-Türkischen Krieg 1922/23 im Vertrag von Lausanne der Türkei zugesprochen.